# Virtual Pro jakjú ’95
A Virtual Pro jakjú ’95 baseball-videójáték, melyet a Kemco fejlesztett és jelentetett meg. A játék 1995. augusztus 11-én jelent meg Japánban, illetve Virtual League Baseball címen 1995. szeptember 11-én Észak-Amerikában, kizárólag Virtual Boyra. A játéknak egy folytatása is készült, azonban a konzol gyenge kereskedelmi teljesítménye miatt leállították a fejlesztését.

## Játékmenet
A játékban három játékmód kapott helyet: első játékos a számítógép ellen, all-star játék, illetve szezonmód. Az elsőben egy mérkőzés játszható a játékos és a mesterséges intelligencia között. Az all-star játékban a játékos amerikai, európai vagy ázsiai sztárjátékosokból álló csapattal játszhat egy mérkőzést a gép ellen. A szezonmódban a játékos egymást követően több mérkőzést játszhat a gép ellen, a játékok között nincs lehetőség elmenteni a játékállást, helyette azt jelszavakkal lehet megőrizni.
A játék kizárólag egyjátékos módban játszható. A játékosok jelszavak segítségével átugorhatják a játék pályáit. A játékban nemzeti válogatottak szerepelnek, a csapatkeretek kitalált játékosokkal vannak feltöltve.

## Fejlesztés
A Virtual Pro jakjú ’95-öt a Kemco fejlesztette és jelentette meg 1995-ben, kizárólag a Virtual Boyra.
A játék játszható verzióját az 1995-ös Electronic Entertainment Expón is kiállították. Ebben a verzióban annyira rosszul volt megírva a kód, hogy a játékosnak lehetetlen volt eltalálnia a labdát. A játék észak-amerikai eladásaira további negatív hatással volt a nyomtatott sajtóban megjelent hirhedt „chili dog-fingás” promóciója,  melynek középpontjában két túlsúlyos férfi szerepel, amint kilátszódik a fenékvágásuk.
A Virtual Pro jakjú ’95 a többi Virtual Boy-játékhoz hasonlóan piros–fekete színsémát alkalmaz és a háromdimenziós hatás eléréséhez sztereoszkópiát használ.

## Fogadtatás
A Nintendo Power dicsérte a játék grafikáját és „valósághű baseballélményét”, azonban megjegyezte, hogy a külsőmező falánál nehézkes a védőjáték. A magazin hat cikkírója közül mindössze egy ajánlotta a játékot. A GamePro negatív véleménnyel volt a rövid elemzésében, kiemelve, hogy „A VLB megkapó 3D grafikája kezdetben bizalomra ad okot, azonban a sekélyes játékmenet és a borzalmas hangok egy idő után megkeserítik azt. Az archaikus irányítás tovább fokozza a kínszenvedést.” Az AllGame szerkesztőjét a Nintendo Entertainment Systemre megjelent Major League Baseballra emlékeztette a játék: „prüntyögő hangeffektek, egyetlen stadion, mindegyik védőjátékos összhangban mozog a kontrollerrel (beleértve a belső- és a külsővédőket!), az egyetlen gombra támaszkodó ütő- és dobókezelőfelület, illetve a fénysebességgel mozgó bázisfutók. Ezekre a funkciókra vágysz egy 1995-ös kiadásban? Biztosan nem, főként nem egy olyan rendszeren, amely »virtuális« élményt hivatott nyújtani.”

## Fordítás
- Ez a szócikk részben vagy egészben  a   Virtual League Baseball című angol Wikipédia-szócikk ezen változatának fordításán alapul.  Az eredeti cikk szerkesztőit annak laptörténete sorolja fel. Ez a jelzés csupán a megfogalmazás eredetét és a szerzői jogokat jelzi, nem szolgál a cikkben szereplő információk forrásmegjelöléseként.